# Kargatsky (huyện)
Huyện Kargatsky (tiếng Nga: ? райо́н) là một huyện hành chính tự quản (raion), của Tỉnh Novosibirsk, Nga. Huyện có diện tích 5592 km², dân số thời điểm ngày 1 tháng 1 năm 2000 là 23700 người. Trung tâm của huyện đóng ở Kargat.